# L'Antichambre (émission de télévision)
 (avril 2020).
Si vous disposez d'ouvrages ou d'articles de référence ou si vous connaissez des sites web de qualité traitant du thème abordé ici, merci de compléter l'article en donnant les références utiles à sa vérifiabilité et en les liant à la section « Notes et références ».
Pour l’article homonyme, voir L'Antichambre.
L'Antichambre est une émission de télévision québécoise diffusée sur la chaîne de télévision québécoise RDS depuis le 3 novembre 2008. Animée par Luc Bellemare et/ou Stéphane Leroux durant la semaine et Pierre Houde et Chantal Machabée les samedis, ce talk-show sportif vous permet de faire le point auprès des experts et panélistes qui discutent et commentent principalement les matchs de hockey. Les samedis, l'émission suit immédiatement les matchs des Canadiens de Montréal, en direct du Centre Bell.

## Animation
La première saison de l’émission a été animée par Alain Crête. Alain Crête a été remplacé par Stéphane Langdeau durant la semaine et Chantal Machabée les samedis. Au cours de la quatrième saison, Yannick Bouchard remplace, comme animateur les samedis, Chantal Machabée qui devient reporter pour l'émission Sports 30. Dans des circonstances nébuleuses, Langdeau annonce sa démission avant la fin de la saison après 9 ans de fiers services à titre d'animateur de l'émission. Son successeur pour la saison 2018-2019 n'a toujours pas été annoncé, mais pour terminer la saison il y a eu alternance entre Pierre Houde, Yannick Bouchard, Chantal Machabée, François Gagnon et Luc Bellemare. 
| Animateurs                    |                   |
| ----------------------------- | ----------------- |
| Stéphane Langdeau             | Lundi au vendredi |
| Pierre Houde Chantal Machabée | Samedi            |

| Anciens animateurs | Saisons      |
| ------------------ | ------------ |
| Alain Crête        | Saison 1     |
| Chantal Machabée   | Saison 2 à 4 |

## Chroniqueurs et panélistes

### Chroniqueur
- Patrice Forcier
- Sylvain Guimond
- Martin Lemay

### Panélistes
On retrouve dans les panélistes plusieurs anciens joueurs et entraîneurs de la LNH. Il y a aussi des journalistes sportifs et hommes avec divers postes reliés au hockey.
- Denis Gauthier
- Guillaume Latendresse
- Guy Carbonneau
- Mathieu Darche
- Marc Denis
- Mario Tremblay
- P.J. Stock
- Vincent Damphousse
- François Gagnon
- Stéphane Leroux
- Gaston Therrien
- Bruno Gervais
- Bob Hartley
- Stéphane Fiset
- Stephan Lebeau
- Sylvain Guimond
- André Roy
- Yanick Levesque
- Martin Lemay
- Patrick Côté
- Steve Bégin
- Maxime Talbot

Anciens panélistes :
- Jacques Demers
- Michel Bergeron

## Site Web de l'émission
Le site Internet de l'émission contient les émissions passées et futures avec le nom des panélistes et invités présents. On retrouve également une section Biographies contenant tous les panélistes et experts permanents de l'émission. 